# Cabana (Arzúa)
Cabana (en gallego y oficialmente, A Cabana) es una aldea española, actualmente despoblada, que forma parte de la parroquia de Villadavil, del municipio de Arzúa, en la provincia de La Coruña.

## Demografía
| Gráfica de evolución demográfica de Cabana entre 2000 y 2018 |
|                                                              |
| Datos según el nomenclátor publicado por el INE.             |